# Raymond Malenfant
Pour les articles homonymes, voir Malenfant.
Raymond Malenfant, né le 6 octobre 1930 à Saint-Hubert-de-Rivière-du-Loup et mort à Montréal le 7 janvier 2022, est un homme d'affaires canadien.
Raymond Malenfant connait un grand succès dans le domaine de l'hôtellerie, principalement au Québec. Il atteint son apogée vers la fin des années 1980, alors que sa fortune est estimée à 400 millions de dollars. Il possède la chaîne Universel, composée de neuf établissements hôteliers, 6 tours à bureaux, des salles de congrès et un centre de ski. En haute saison, il emploie environ 1 000 personnes.
Il est propriétaire du célèbre Manoir Richelieu de Charlevoix, de l'Hôtel Fort Garry de Winnipeg, et de l'Hôtel Universel en Floride, entre autres.
Malenfant est nommé « Hôtelier de l'Année 1987 » par l'Association des Hôteliers du Québec. 
L'homme d'affaires fait cependant faillite au début des années 1990.

## Jeunesse
« Mon père ne m'a pas laissé d'argent, mais il m'a montré comment travailler. »

— Raymond Malenfant

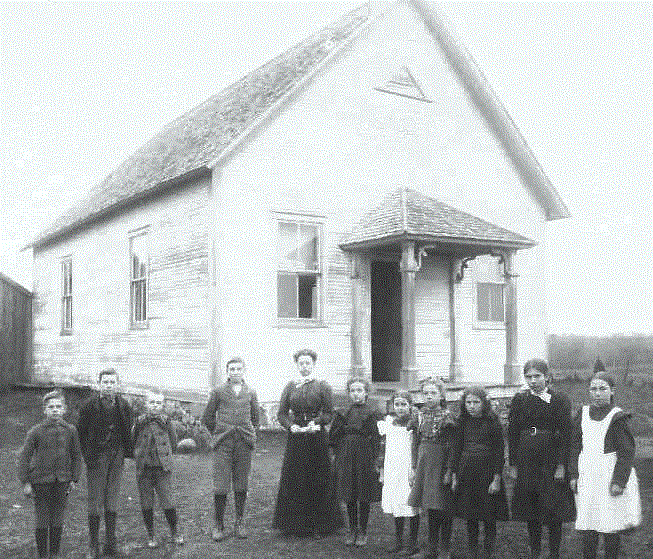
École de rang (début XXe siècle).

Raymond Malenfant est né le 6 octobre 1930 à Saint-Hubert-de-Rivière-du-Loup d'Edmond Malenfant et de Rosanna Paré. Fils d'un cultivateur, il est le cinquième d'une famille de 9 enfants. À partir de l'âge de six ou sept ans, il commence à travailler sur la terre familiale sous les ordres de son père, un homme ferme,. 
L'un des frères d'Edmond étant alcoolique, les parents de Malenfant tiennent un discours très strict sur l'alcool. Marqué par cette expérience, Malenfant affirmera plus tard ne jamais avoir bu une goutte de sa vie. La famille Malenfant, pieuse, se rend régulièrement à l'église à pied, à 5 kilomètres de la terre familiale.

« J'ai tiré les vaches à quatre ans, on n'avait pas le choix. On était neuf enfants à la maison. Le plus vieux est mort écrasé par un tracteur. J'ai eu beaucoup de misère dans ma vie. »

— Raymond Malenfant (2003)
Raymond Malenfant fait son école primaire à l'école de rang. Il réussit relativement bien quoiqu'il poursuive son travail sur la terre,. 
En 1946, il fait part à sa famille qu'il veut devenir prêtre. L'année suivante, il commence son cours classique au séminaire de Rimouski. Il est victime de mauvais coups de la part des autres étudiants,. Il se décrira plus tard comme ayant été un étudiant effacé. Après une année d'étude à cette école, il part étudier au juvénat des pères maristes à Québec,. Au début de l'année scolaire 1949-1950, il abandonne ses études.

### L'armée canadienne et les débuts dans la construction

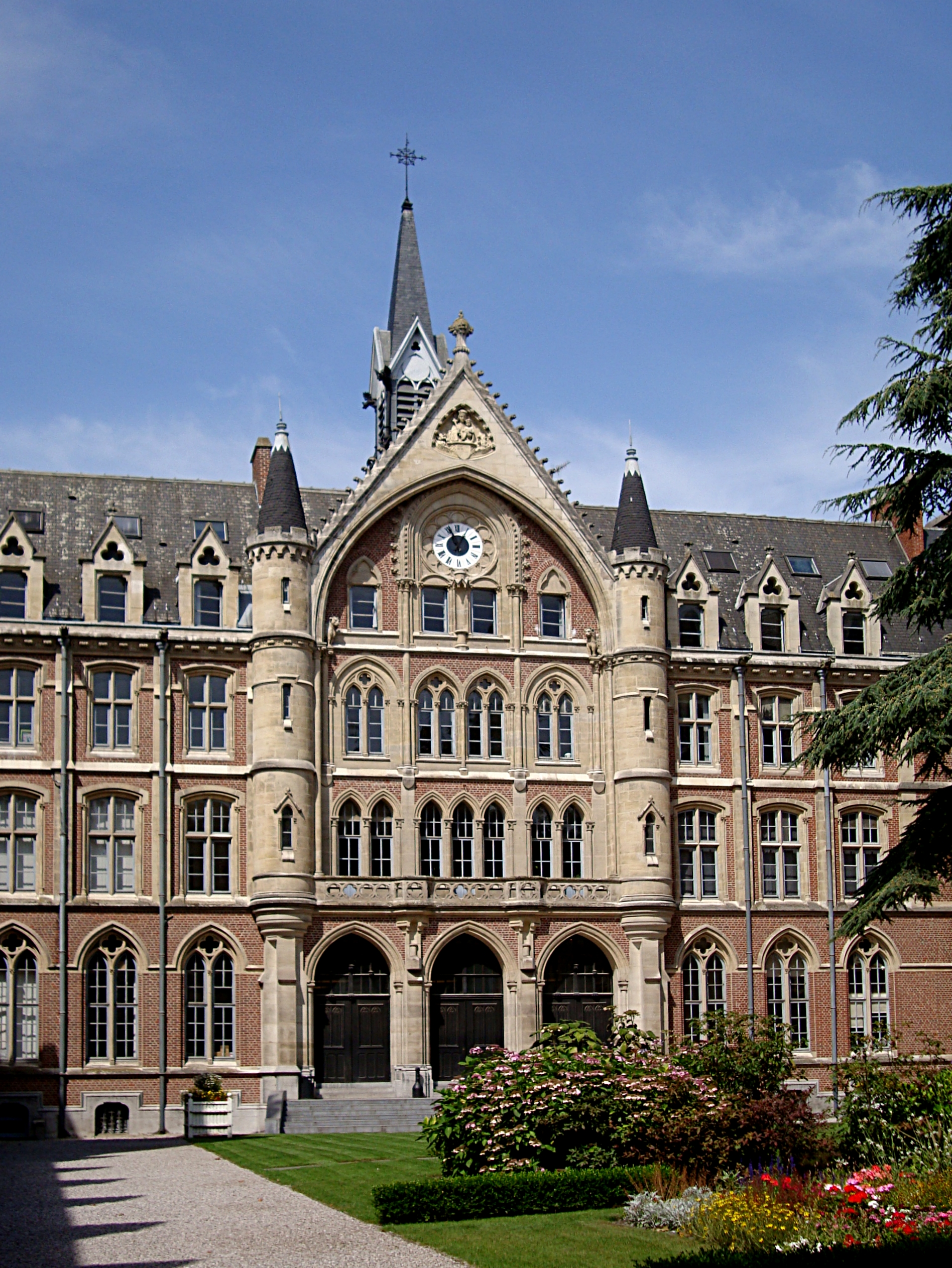
Université catholique de Lille.

Il rejoint les Forces armées canadiennes, s'entraîne à Québec et revient parfois à Saint-Hubert. À la même époque, il se lie avec Colette Perron, qui deviendra plus tard sa femme. En 1955, il rejoint la base de Shilo, au Manitoba, où il demeurera quelque temps. À cette époque, il aurait commencé sa médecine à l'Université Laval[source insuffisante].
En janvier 1956, Raymond Malenfant achète une maison inachevée sur un terrain de 27 mètres de façade à Limoilou pour la somme de quatorze mille sept cent cinquante dollars canadiens. En 1957, il acquiert un terrain près de chez lui appartenant au Séminaire de Québec pour la somme de deux mille cinq cents dollars. Le 27 octobre de la même année, il a un premier enfant, Alain.
Il commence à acquérir des terrains sur lesquels il fait construire des maisons. À la fin des années 1950, il a déjà fait construire une douzaine de maisons habitées par un même nombre de familles.
En 1960, la famille Malenfant part en France, à Lille. Raymond y poursuit des études de médecine à l'Université catholique de Lille. Les Malenfant y habitent un an, durant lequel naîtra Estelle le 10 décembre 1960. Raymond abandonne après la première année d'études et la famille revient au Québec pour poursuivre dans le domaine de la construction en automne 1962. Raymond Malenfant quittera l'armée à la même époque,.
Le 30 septembre 1962 naît sa fille France.
Raymond Malenfant se lance à nouveau dans la construction à Québec. Il a quelques démêlés avec la ville, mais poursuit son œuvre. C'est à la même époque qu'il vit ses premiers affrontements avec le syndicalisme.

## Hôtellerie

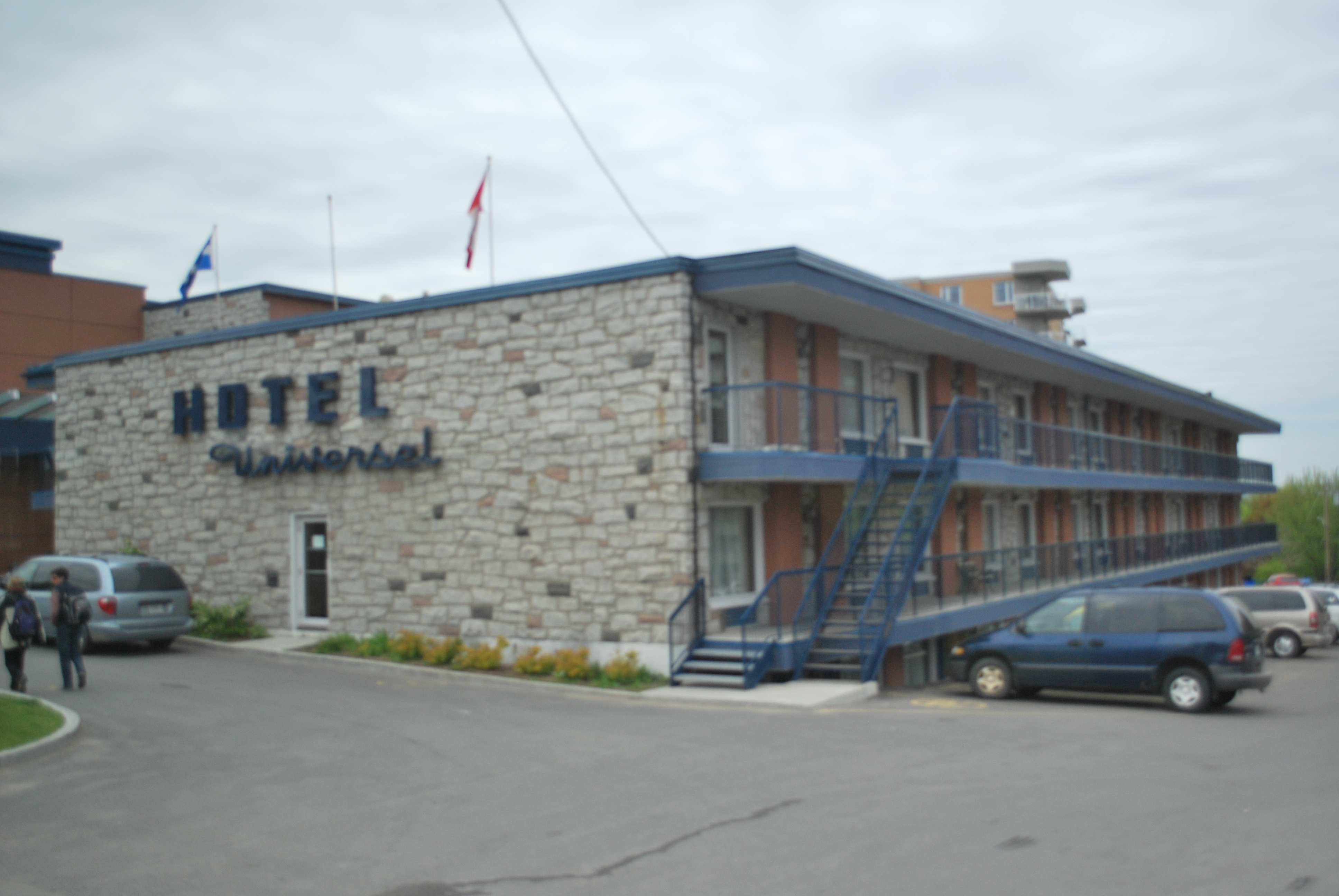
Motel Universel à Sainte-Foy.

Après avoir fait des démarches de financement, Malenfant entame la construction de son premier motel. Le motel Universel, situé en face de l'Université Laval sur le Chemin Ste-Foy, ouvre ses portes le 31 juillet 1965. Le 28 décembre naît sa fille Lynn. 
Le 20 mars 1969, il acquiert la compagnie Villeneuve Construction ltée ainsi qu'un terrain au coin de l'autoroute Henri-IV et du Chemin des Quatre-Bourgeois pour 1 385 650 dollars. Il planifie d'y faire construire un centre commercial, les Galeries Henri IV. Réussissant à y faire changer le zonage, il revend le terrain à la compagnie Steinberg pour environ 2 800 000 dollars en 1972-1973.
Le 15 décembre 1973, il inaugure un deuxième motel à Rivière-du-Loup. Le 30 novembre 1974, il en inaugure un autre à Drummondville et, sept ans plus tard, un autre à Chicoutimi, près du boulevard Talbot, le 19 avril 1981,,. Au début des années 1980, il ouvre des motels Universel à Alma, Rimouski et Montréal.

### Manoir Richelieu

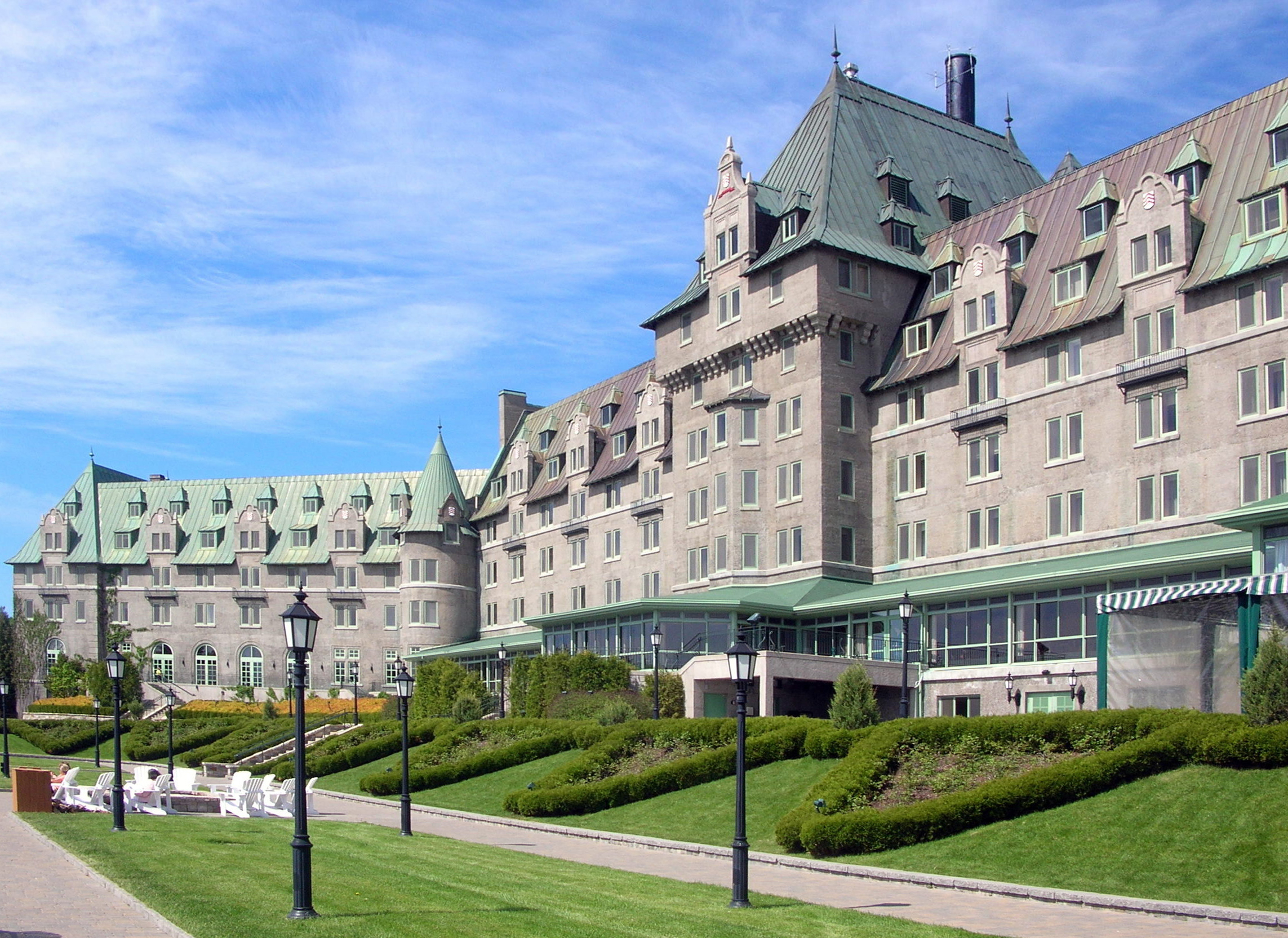
Le Manoir Richelieu.

En décembre 1985, Raymond Malenfant fait une offre d'achat du Manoir Richelieu au gouvernement du Québec. Il commence à rénover le bâtiment. Le Manoir lui sera vendu officiellement le 16 avril 1986,,. À la suite de cette acquisition, Malenfant devient connu auprès du grand public.
Malenfant ne reconnaît pas le syndicat des employés du Manoir, affilié à la Confédération des syndicats nationaux (CSN) dirigée par Gérald Larose,,.
Les manifestations commencent le 8 mai au motel Universel de Sainte-Foy. Le 9 juillet, deux voitures de Raymond Malenfant sont incendiées devant sa maison à Sainte-Foy. Le 12 juillet, Malenfant obtient 3 injonctions de la cour interdisant, entre autres, l'accès aux environs des propriétés de Malenfant aux syndiqués. Le 17 octobre, plusieurs anciens employés pénètrent dans le Manoir et le vandalisent. 71 d'entre eux sont arrêtés. Des dommages évalués à plus de 300 000$ ont été causés par les syndiqués, motivés par Gérald Larose qui leur a dit : « Il faut que ça lui coûte une fortune, c'est la seule façon de le faire raisonner ».
Le conflit est marqué par la mort du manifestant Gaston Harvey, étouffé par un agent de la Sûreté du Québec au moment de son arrestation lors d'une manifestation au Manoir le 25 octobre,.
La Cour Suprême donnera raison a Raymond Malenfant en 1992, en reconnaissant que ce dernier n'avait aucune obligation envers les anciens syndiqués. 
Il avait acheté un immeuble et promis d'y investir 10 millions de dollars en rénovations, promesse qu'il a respecté en seulement quelques mois. Il avait acheté le Manoir au gouvernement sans aucune relation contractuelle avec la famille Dufour ni aucune clause de reconnaissance de l'accréditation syndicale. La famille Dufour, qui opérait le Manoir avant Malenfant, était locataire d'un Manoir qui appartenait au gouvernement.

## Apogée
En août 1987, la fortune de Raymond Malenfant est estimée à 400 millions de dollars. Il possède la chaîne Universel, composée de neuf établissements hôteliers, 6 tours à bureaux et d'un centre de ski. En haute saison, il emploie environ 1 000 personnes. Il est un modèle pour le patronat, connu comme celui qui a maté ceux qu'il nomme « les capotés » de la CSN,.
En juillet 1987, M. Malenfant est désigné Personnalité du mois par l'Association des gens d'affaires du Québec. En septembre 1987, il reçoit le prix régional du développement touristique de Charlevoix. En novembre 1987, le Manoir Richelieu reçoit le Prix spécial du jury lors du Gala Annuel des Grands Prix du Tourisme Québécois. 
Malenfant est nommé Hôtelier de l'Année 1987 par l'Association des Hôteliers du Québec. 

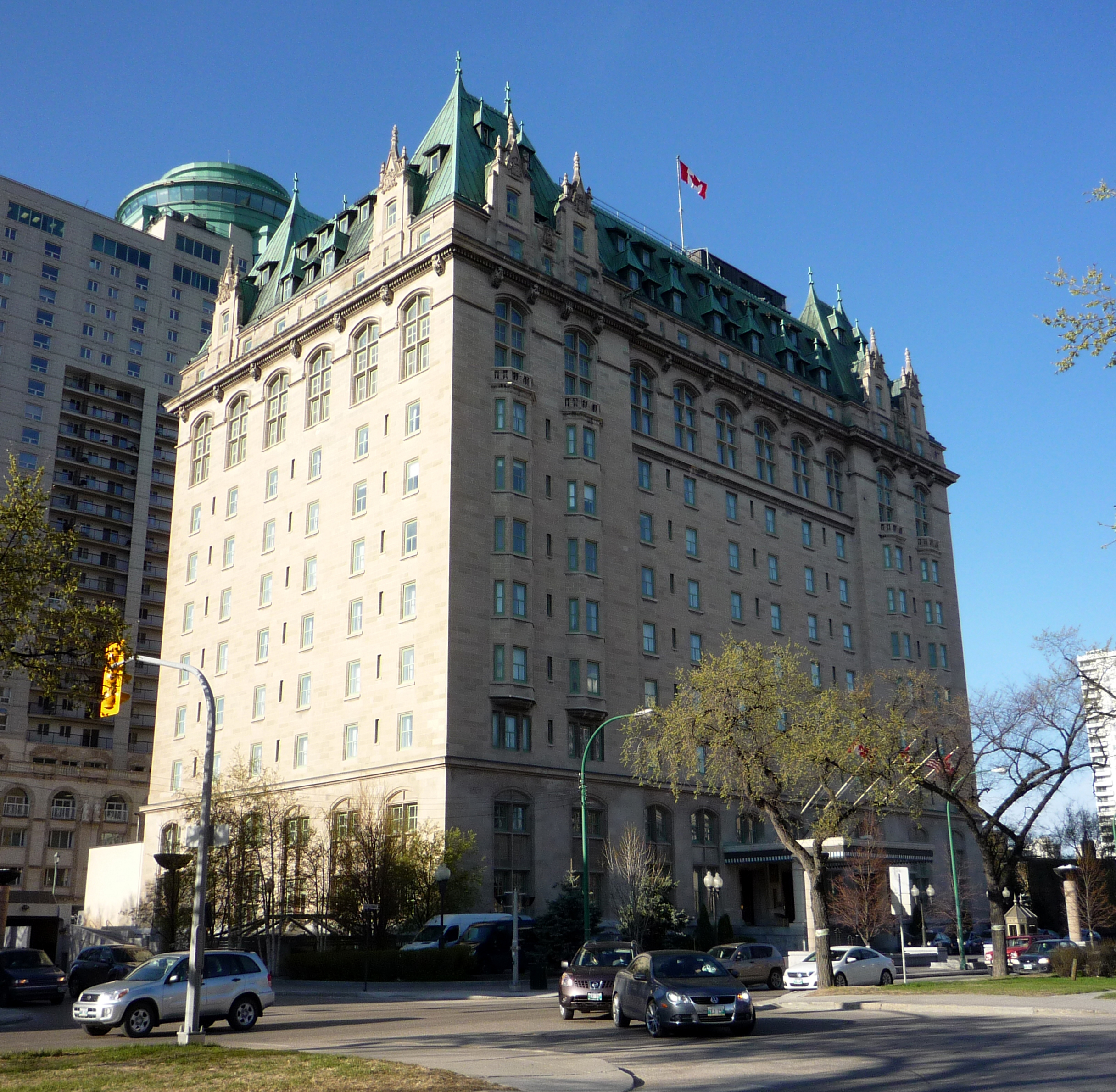
Hôtel Fort Garry (2009).

En voyage, il voit l'hôtel Fort Garry la même année, dont il « tombe amoureux ». Malenfant l'achète et commence à le rénover en janvier 1988. Après quatre mois et demi et 10 millions de dollars, l'hôtel ouvre officiellement le 21 mai.
En 1989, Malenfant acquiert la station de ski de Pin Rouge, qui lui posera plusieurs problèmes.
En novembre 1989, devant la chambre de commerce de Sainte-Foy, Malenfant relance l'idée, déjà avancée, d'ouvrir un casino géré par l'État au Manoir Richelieu. La proposition sera appuyée par l'Association touristique de Charlevoix.

### Faillite
Selon Alain Malenfant, la seule hausse des taux d'intérêt au début des années 1990 a suffi à mettre en péril l'entreprise familiale. Les Malenfant tentent un sauvetage radiodiffusé, orchestré par André Arthur et comptant sur l'appui de plusieurs intervenants dont Pierre Péladeau, dont l'entreprise aurait fourni 600 000 dollars. Cependant, les dons sont bien insuffisants. L'État québécois réclame des millions à Malenfant, notamment pour fraude. Le 28 juin 1991, le tribunal met sous tutelle les biens de Malenfant, qui perdra au cours des mois suivants ses propriétés. Le 22 décembre 1992, le tribunal déclare Raymond Malenfant en faillite, décision qui sera confirmée le 1er février 1993,. Au moment de la faillite, les avoirs de Malenfant sont évalués à 400 000 000 $.
À la suite de cette faillite, les Malenfant se retirent de la vie publique pour quelques années.

### Motel resto-bar Le Vicomte de Laval
En 1997, Raymond Malenfant s'implique avec son fils Alain dans la reprise du motel resto-bar Le Vicomte de Laval. L'établissement a une réputation douteuse. Alain Malenfant et plusieurs employés du Vicomte sont arrêtés par la police en mars 1998. Alain aurait commencé à avoir des fréquentations douteuses dès 1993. Il entreprit une thérapie et fut condamné à une sentence en société.
En juin 2000, un problème électrique entraîne un incendie au Vicomte, causant pour plusieurs dizaines de milliers de dollars de dommages.

## Déboires judiciaires
En février 1999, Raymond Malenfant passe plusieurs jours en prison à Saint-Jérôme à la suite du refus de payer une amende municipale.
En novembre 2006, Malenfant est accusé de construire une maison luxueuse à Québec sans avoir obtenu de permis de la ville.
En mai 2008, il est condamné à une amende de 900 dollars pour quatre infractions au règlement d'urbanisme.

## Accident
Le 27 juin 2001, Raymond Malenfant est happé par une voiture à Laval en traversant le boulevard des Laurentides. Admis à l'hôpital dans un état grave, il passera plusieurs jours dans le coma. Le 24 juillet, il quitte l'hôpital et fera sa convalescence au centre François-Charron
(maintenant l'Institut de réadaptation en déficience physique de Québec). Il fait une première apparition publique lors d'une entrevue avec Paul Arcand sur le Réseau TVA le 24 octobre 2001.

## Mini-Série Télévisée
En décembre 2009, la chaîne de télévision Séries+ annonce qu'elle diffusera une minisérie sur Raymond Malenfant à l'hiver 2011. Malenfant est réalisée par Ricardo Trogi. Le rôle de Raymond Malenfant a été joué par Luc Picard et Francis Cantin (Raymond Malenfant jeune adulte).

## Prix et nominations
- 1987 : « Hôtelier de l'année » par l'Association des hôteliers du Québec[66].
- 1988 : Architectural Conservation Award pour l'hôtel de Fort Garry[67].